# Hocine El Orfi
Hocine El Orfi, né le 27 janvier 1987 à Bou Saâda en Algérie, est un footballeur international algérien, évoluant au poste de milieu défensif.
Il compte 1 sélection en équipe nationale en 2013.

## Carrière en club
Né à Bou Saâda, El Orfi débute dans le club de la ville. Il intègre rapidement l'équipe première en étant sur-classé. C'est Kheireddine Zetchi, président du Paradou AC qui le fait signer pour la saison 2006-2007.

### JS Kabylie
Le 4 juin 2010, Hocine est prêté par le Paradou AC à la JS Kabylie pour une saison. Il sera titulaire lors de la finale de la Coupe d'Algérie 2011 qui verra la JS Kabylie s'imposer face à l'USM El Harrach (1-0). En juin 2011, son prêt est prolongé d'une saison.

### USM Alger
À l'été 2012, il est transféré, pour un montant non-révélé, à l'USM Alger pour un contrat de deux ans. Il sera titulaire pour sa première apparition sous les couleurs du club face au CS Constantine en match comptant pour la première journée de la saison 2012-2013

## Carrière internationale
Le 3 octobre 2012, Hocine El Orfi reçoit sa première convocation avec l'équipe d'Algérie  pour un match contre la Libye comptant pour les éliminatoires de la Coupe d'Afrique des nations 2013. Il ne prendra pas part au match.
Le 5 septembre 2013, il est de nouveau appelé par Vahid Halilhodžić en vue du match contre le Mali comptant pour les éliminatoires de la Coupe du monde 2014. Il fêtera à cette occasion sa première sélection en entrant à la 87e minute à la place de Saphir Taïder.

## Statistiques
| Saison                | Club                  | Championnat           | Championnat | Championnat | Coupe(s) nationale(s) | Coupe(s) nationale(s) | Compétition(s) continentale(s) | Compétition(s) continentale(s) | Compétition(s) continentale(s) | Autres compétitions | Autres compétitions | Autres compétitions | Total | Total |
| Saison                | Club                  | Division              | M.          | B.          | M.                    | B.                    | Comp.                          | M.                             | B.                             | Comp.               | M.                  | B.                  | M.    | B.    |
| 2010-2011             | JS Kabylie            | 1                     | 21          | 0           | 4                     | 0                     | C1+C3                          | 4+5                            | 0+0                            | -                   | -                   | -                   | 34    | 0     |
| 2011-2012             | JS Kabylie            | 1                     | 24          | 0           | 2                     | 0                     | C3                             | 5                              | 0                              | -                   | -                   | -                   | 31    | 0     |
| 2012-2013             | USM Alger             | 1                     | 13          | 0           | 1                     | 0                     | C3                             | 2                              | 0                              | UAFA                | 6                   | 0                   | 22    | 0     |
| 2013-2014             | USM Alger             | 1                     | 19          | 0           | 3                     | 0                     | -                              | -                              | -                              | -                   | -                   | -                   | 22    | 0     |
| 2014-2015             | USM Alger             | 1                     | 14          | 0           | 0                     | 0                     | C1                             | 4                              | 0                              | -                   | -                   | -                   | 18    | 0     |
| 2015-2016             | USM Alger             | 1                     | 14          | 0           | 1                     | 0                     | C1                             | 6                              | 0                              | -                   | -                   | -                   | 21    | 0     |
| 2016-2017             | NA Hussein Dey        | 1                     | 18          | 1           | 4                     | 0                     | -                              | -                              | -                              | -                   | -                   | -                   | 22    | 1     |
| 2017-2018             | NA Hussein Dey        | 1                     | 23          | 0           | 1                     | 0                     | -                              | -                              | -                              | AC                  | 1                   | 0                   | 25    | 0     |
| 2018-2019             | NA Hussein Dey        | 1                     | 17          | 0           | 0                     | 0                     | C3                             | 0                              | 0                              | -                   | -                   | -                   | 17    | 0     |
| Total sur la carrière | Total sur la carrière | Total sur la carrière | 163         | 1           | 16                    | 0                     | -                              | 26                             | 0                              | -                   | 7                   | 0                   | 212   | 1     |

## Palmarès
- Vainqueur de la Coupe d'Algérie en 2011 avec la JS Kabylie.
- Champion d'Algérie en 2014 et 2016 avec l'USM Alger.
- Vainqueur de la Coupe d'Algérie en 2013 avec l'USM Alger.
- Vainqueur de la Supercoupe d'Algérie en 2013 avec l'USM Alger.
- Finaliste de la Supercoupe d'Algérie en 2014 avec l'USM Alger.
- Vainqueur de la Coupe de l'UAFA en 2013 avec l'USM Alger.
- Finaliste de la Ligue des champions de la CAF en 2015 avec l'USM Alger.